# Gran Premio motociclistico di Catalogna 2006
Il Gran Premio motociclistico di Catalogna 2006 corso il 18 giugno, è stato il settimo Gran Premio della stagione 2006 del motomondiale e ha visto vincere: la Yamaha di Valentino Rossi in MotoGP, Andrea Dovizioso nella classe 250 e Álvaro Bautista nella classe 125.

## MotoGP

### Qualifiche
| Pos. | Nº | Pilota            | Moto     | Tempo    | Distacco |
| ---- | -- | ----------------- | -------- | -------- | -------- |
| 1    | 46 | Valentino Rossi   | Yamaha   | 1'41.855 |          |
| 2    | 21 | John Hopkins      | Suzuki   | 1'41.984 | 0.129    |
| 3    | 10 | Kenny Roberts Jr  | KR211V   | 1'42.055 | 0.200    |
| 4    | 71 | Chris Vermeulen   | Suzuki   | 1'42.211 | 0.356    |
| 5    | 56 | Shin'ya Nakano    | Kawasaki | 1'42.216 | 0.361    |
| 6    | 65 | Loris Capirossi   | Ducati   | 1'42.247 | 0.392    |
| 7    | 69 | Nicky Hayden      | Honda    | 1'42.305 | 0.450    |
| 8    | 27 | Casey Stoner      | Honda    | 1'42.344 | 0.489    |
| 9    | 33 | Marco Melandri    | Honda    | 1'42.492 | 0.637    |
| 10   | 17 | Randy de Puniet   | Kawasaki | 1'42.620 | 0.765    |
| 11   | 26 | Daniel Pedrosa    | Honda    | 1'42.648 | 0.793    |
| 12   | 5  | Colin Edwards     | Yamaha   | 1'42.655 | 0.800    |
| 13   | 15 | Sete Gibernau     | Ducati   | 1'42.712 | 0.857    |
| 14   | 24 | Toni Elías        | Honda    | 1'42.853 | 0.998    |
| 15   | 6  | Makoto Tamada     | Honda    | 1'42.869 | 1.014    |
| 16   | 7  | Carlos Checa      | Yamaha   | 1'43.606 | 1.759    |
| 17   | 66 | Alex Hofmann      | Ducati   | 1'44.626 | 2.771    |
| 18   | 77 | James Ellison     | Yamaha   | 1'44.727 | 2.872    |
| 19   | 30 | José Luis Cardoso | Ducati   | 1'45.562 | 3.707    |

### Gara

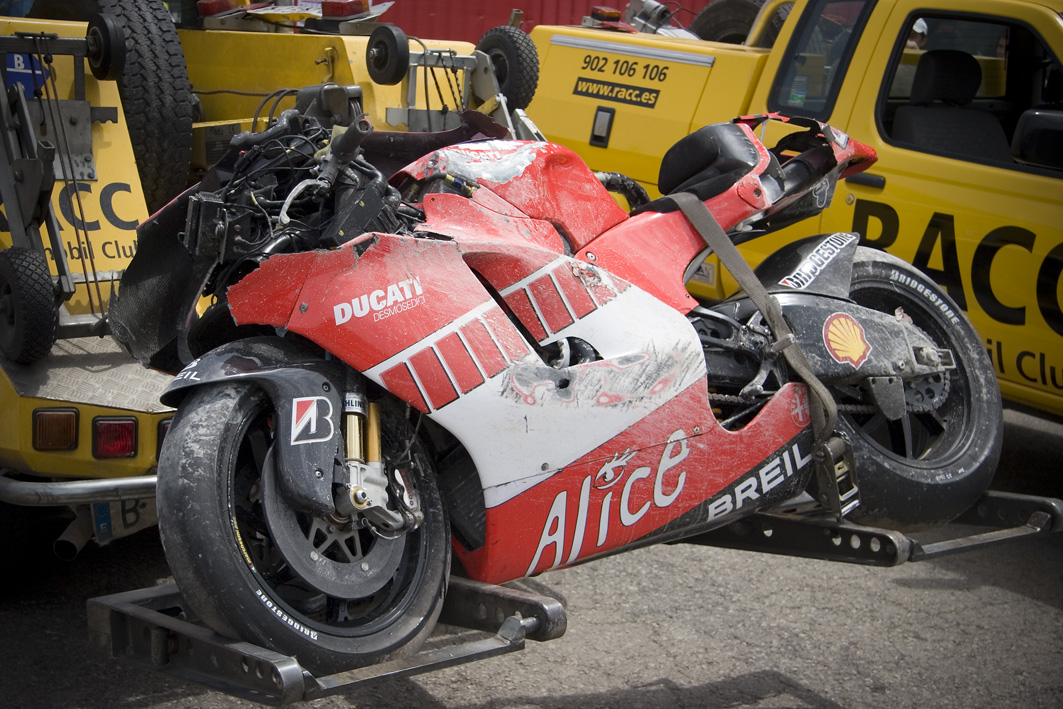
La Ducati di Gibernau dopo l'incidente

La gara della MotoGP è stata caratterizzata da una doppia partenza, dopo che in occasione del primo via un grave incidente ha coinvolto i due piloti della Ducati, Sete Gibernau e Loris Capirossi, oltre a Randy De Puniet, John Hopkins, Marco Melandri e Daniel Pedrosa.
La caduta ha obbligato la direzione di gara a sospendere la corsa per consentire l'entrata in pista dei mezzi di soccorso ed è stata in seguito ripresa, senza la presenza dei piloti gravemente infortunati. Al termine della gara è risultato vincitore Valentino Rossi seguito dai quattro piloti statunitensi presenti alla partenza.

### Arrivati al traguardo
| Pos | Nº | Pilota            | Squadra              | Motocicletta | Giri | Tempo     | Griglia | Punti |
| --- | -- | ----------------- | -------------------- | ------------ | ---- | --------- | ------- | ----- |
| 1   | 46 | Valentino Rossi   | Camel Yamaha         | Yamaha       | 24   | 41:31.237 | 1       | 25    |
| 2   | 69 | Nicky Hayden      | Repsol Honda         | Honda        | 24   | +4.509    | 7       | 20    |
| 3   | 10 | Kenny Roberts Jr  | Team Roberts         | KR211V       | 24   | +9.174    | 3       | 16    |
| 4   | 21 | John Hopkins      | Rizla Suzuki         | Suzuki       | 24   | +13.465   | 2       | 13    |
| 5   | 5  | Colin Edwards     | Camel Yamaha         | Yamaha       | 24   | +22.548   | 12      | 11    |
| 6   | 71 | Chris Vermeulen   | Rizla Suzuki         | Suzuki       | 24   | +25.198   | 4       | 10    |
| 7   | 6  | Makoto Tamada     | Konica Minolta Honda | Honda        | 24   | +30.622   | 15      | 9     |
| 8   | 7  | Carlos Checa      | Tech 3 Yamaha        | Yamaha       | 24   | +31.277   | 16      | 8     |
| 9   | 77 | James Ellison     | Tech 3 Yamaha        | Yamaha       | 24   | +59.203   | 18      | 7     |
| 10  | 66 | Alex Hofmann      | Pramac d'Antín       | Ducati       | 24   | +1:14.062 | 17      | 6     |
| 11  | 30 | José Luis Cardoso | Pramac d'Antín       | Ducati       | 24   | +1:46.815 | 19      | 5     |

### Ritirati
| Nº | Pilota          | Squadra         | Motocicletta | Giri | Griglia |
| -- | --------------- | --------------- | ------------ | ---- | ------- |
| 26 | Daniel Pedrosa  | Repsol Honda    | Honda        | 11   | 11      |
| 24 | Toni Elías      | Fortuna Honda   | Honda        | 9    | 14      |
| 27 | Casey Stoner    | Honda LCR       | Honda        | 8    | 8       |
| 17 | Randy de Puniet | Kawasaki Racing | Kawasaki     | 6    | 10      |

### Non ripartiti
| Nº | Pilota          | Squadra         | Motocicletta | Giri |
| -- | --------------- | --------------- | ------------ | ---- |
| 15 | Sete Gibernau   | Ducati Marlboro | Ducati       | 13   |
| 33 | Marco Melandri  | Fortuna Honda   | Honda        | 9    |
| 65 | Loris Capirossi | Ducati Marlboro | Ducati       | 6    |

### Squalificato
| Nº | Pilota         | Squadra         | Motocicletta | Giri |
| -- | -------------- | --------------- | ------------ | ---- |
| 56 | Shin'ya Nakano | Kawasaki Racing | Kawasaki     | 5    |

## Classe 250

### Arrivati al traguardo
| Pos | Nº | Pilota            | Squadra                     | Motocicletta | Giri | Tempo     | Griglia | Punti |
| --- | -- | ----------------- | --------------------------- | ------------ | ---- | --------- | ------- | ----- |
| 1   | 34 | Andrea Dovizioso  | Humangest Racing            | Honda        | 23   | 41:28.179 | 1       | 25    |
| 2   | 48 | Jorge Lorenzo     | Fortuna Aprilia             | Aprilia      | 23   | +0.095    | 2       | 20    |
| 3   | 7  | Alex De Angelis   | Master - MVA Aspar          | Aprilia      | 23   | +0.422    | 4       | 16    |
| 4   | 15 | Roberto Locatelli | Team Toth                   | Aprilia      | 23   | +1.587    | 7       | 13    |
| 5   | 6  | Alex Debón        | Fortuna Aprilia             | Aprilia      | 23   | +3.136    | 3       | 11    |
| 6   | 4  | Hiroshi Aoyama    | Red Bull KTM                | KTM          | 23   | +4.032    | 5       | 10    |
| 7   | 55 | Yūki Takahashi    | Humangest Racing            | Honda        | 23   | +4.072    | 9       | 9     |
| 8   | 50 | Sylvain Guintoli  | Equipe GP De France - Scrab | Aprilia      | 23   | +7.315    | 12      | 8     |
| 9   | 14 | Anthony West      | Kiefer - Bos - Racing       | Aprilia      | 23   | +43.107   | 14      | 7     |
| 10  | 36 | Martín Cárdenas   | Wurth Honda BQR             | Honda        | 23   | +43.193   | 18      | 6     |
| 11  | 54 | Manuel Poggiali   | Red Bull KTM                | KTM          | 23   | +43.582   | 15      | 5     |
| 12  | 8  | Andrea Ballerini  | Campetella Racing           | Aprilia      | 23   | +44.405   | 13      | 4     |
| 13  | 16 | Jules Cluzel      | Equipe GP De France - Scrab | Aprilia      | 23   | +52.426   | 11      | 3     |
| 14  | 23 | Arturo Tizón      | Wurth Honda BQR             | Honda        | 23   | +1:05.476 | 19      | 2     |
| 15  | 37 | Fabricio Perrén   | Stop And Go Racing          | Honda        | 23   | +1:08.871 | 21      | 1     |
| 16  | 21 | Arnaud Vincent    | Arie Molenaar Racing        | Honda        | 23   | +1:09.556 | 22      |       |
| 17  | 24 | Jordi Carchano    | WTR Blauer USA              | Aprilia      | 23   | +1:12.913 | 20      |       |
| 18  | 85 | Alessio Palumbo   | Matteoni Racing             | Aprilia      | 23   | +1:42.301 | 23      |       |
| 19  | 22 | Luca Morelli      | Nocable Angaia Racing       | Aprilia      | 23   | +1:47.629 | 26      |       |

### Ritirati
| Nº | Pilota              | Squadra                    | Motocicletta | Giri | Griglia |
| -- | ------------------- | -------------------------- | ------------ | ---- | ------- |
| 9  | Franco Battaini     | Campetella Racing          | Aprilia      | 17   | 16      |
| 45 | Dan Linfoot         | Teng Tools Winona Racing   | Honda        | 16   | 25      |
| 58 | Marco Simoncelli    | Squadra Corse Metis Gilera | Gilera       | 12   | 10      |
| 17 | Franz Aschenbrenner | Kiefer - Bos - Racing      | Aprilia      | 9    | 24      |
| 96 | Jakub Smrž          | Cardion AB Motoracing      | Aprilia      | 7    | 8       |
| 25 | Alex Baldolini      | Matteoni Racing            | Aprilia      | 6    | 17      |
| 73 | Shūhei Aoyama       | Repsol Honda               | Honda        | 3    | 6       |

### Non qualificato
| Nº | Pilota          | Squadra      | Motocicletta |
| -- | --------------- | ------------ | ------------ |
| 19 | Sebastián Porto | Repsol Honda | Honda        |

## Classe 125

### Arrivati al traguardo
| Pos | Nº | Pilota            | Squadra                  | Motocicletta | Giri | Tempo     | Griglia | Punti |
| --- | -- | ----------------- | ------------------------ | ------------ | ---- | --------- | ------- | ----- |
| 1   | 19 | Álvaro Bautista   | Master - MVA Aspar       | Aprilia      | 22   | 40:56.370 | 1       | 25    |
| 2   | 55 | Héctor Faubel     | Master - MVA Aspar       | Aprilia      | 22   | +0.187    | 4       | 20    |
| 3   | 33 | Sergio Gadea      | Master - MVA Aspar       | Aprilia      | 22   | +0.423    | 11      | 16    |
| 4   | 75 | Mattia Pasini     | Master - MVA Aspar       | Aprilia      | 22   | +1.094    | 5       | 13    |
| 5   | 52 | Lukáš Pešek       | Derbi Racing             | Derbi        | 22   | +2.235    | 7       | 11    |
| 6   | 1  | Thomas Lüthi      | Elit - Caffe Latte       | Honda        | 22   | +2.400    | 10      | 10    |
| 7   | 22 | Pablo Nieto       | Multimedia Racing        | Aprilia      | 22   | +15.456   | 3       | 9     |
| 8   | 14 | Gábor Talmácsi    | Humangest Racing         | Honda        | 22   | +15.529   | 13      | 8     |
| 9   | 6  | Joan Olivé        | SSM Racing               | Aprilia      | 22   | +25.259   | 14      | 7     |
| 10  | 32 | Fabrizio Lai      | Valsir Seedorf Racing    | Honda        | 22   | +25.441   | 12      | 6     |
| 11  | 18 | Nicolás Terol     | Derbi Racing             | Derbi        | 22   | +26.400   | 9       | 5     |
| 12  | 35 | Raffaele De Rosa  | Multimedia Racing        | Aprilia      | 22   | +31.589   | 16      | 4     |
| 13  | 42 | Pol Espargaró     | RACC Derbi               | Derbi        | 22   | +33.772   | 27      | 3     |
| 14  | 43 | Manuel Hernández  | Nocable Angaia Racing    | Aprilia      | 22   | +34.256   | 28      | 2     |
| 15  | 8  | Lorenzo Zanetti   | Skilled I.S.P.A. Racing  | Aprilia      | 22   | +36.214   | 17      | 1     |
| 16  | 38 | Bradley Smith     | Repsol Honda             | Honda        | 22   | +36.238   | 20      |       |
| 17  | 29 | Andrea Iannone    | Campetella Racing Junior | Aprilia      | 22   | +43.693   | 15      |       |
| 18  | 63 | Mike Di Meglio    | FFM Honda Grand Prix 125 | Honda        | 22   | +45.599   | 23      |       |
| 19  | 11 | Sandro Cortese    | Elit - Caffe Latte       | Honda        | 22   | +45.636   | 18      |       |
| 20  | 15 | Michele Pirro     | WTR Blauer USA           | Aprilia      | 22   | +1:00.138 | 26      |       |
| 21  | 44 | Karel Abraham     | Cardion AB Motoracing    | Aprilia      | 22   | +1:00.230 | 30      |       |
| 22  | 12 | Federico Sandi    | SSM Racing               | Aprilia      | 22   | +1:00.316 | 34      |       |
| 23  | 26 | Vincent Braillard | Multimedia Racing        | Aprilia      | 22   | +1:00.776 | 37      |       |
| 24  | 21 | Mateo Túnez       | Master - MVA Aspar       | Aprilia      | 22   | +1:06.141 | 25      |       |
| 25  | 23 | Lorenzo Baroni    | Humangest Racing         | Honda        | 22   | +1:06.225 | 22      |       |
| 26  | 13 | Dino Lombardi     | 3C Racing                | Aprilia      | 22   | +1:09.129 | 24      |       |
| 27  | 45 | Imre Tóth         | Team Toth                | Aprilia      | 22   | +1:09.168 | 31      |       |
| 28  | 78 | Hugo van den Berg | Varenhof Racing          | Aprilia      | 22   | +1:15.393 | 38      |       |
| 29  | 37 | Joey Litjens      | Arie Molenaar Racing     | Honda        | 22   | +1:30.456 | 35      |       |
| 30  | 20 | Roberto Tamburini | Matteoni Racing          | Aprilia      | 22   | +1:54.277 | 40      |       |

### Ritirati
| Nº | Pilota           | Squadra                    | Motocicletta | Giri | Griglia |
| -- | ---------------- | -------------------------- | ------------ | ---- | ------- |
| 16 | Michele Conti    | Valsir Seedorf Racing      | Honda        | 13   | 33      |
| 41 | Aleix Espargaró  | Wurth Honda BQR            | Honda        | 8    | 21      |
| 10 | Ángel Rodríguez  | 3C Racing                  | Aprilia      | 8    | 39      |
| 36 | Mika Kallio      | Red Bull KTM               | KTM          | 2    | 2       |
| 24 | Simone Corsi     | Squadra Corse Metis Gilera | Gilera       | 2    | 8       |
| 60 | Julián Simón     | Red Bull KTM               | KTM          | 2    | 6       |
| 53 | Simone Grotzkyj  | Campetella Racing Junior   | Aprilia      | 0    | 29      |
| 7  | Alexis Masbou    | Malaguti Ajo Corse         | Malaguti     | 0    | 32      |
| 34 | Esteve Rabat     | Honda BQR                  | Honda        | 0    | 19      |
| 9  | Michael Ranseder | Red Bull KTM Junior        | KTM          | 0    | 36      |

### Non qualificati
| Nº | Pilota       | Squadra             | Motocicletta |
| -- | ------------ | ------------------- | ------------ |
| 76 | Iván Maestro | Lambea TMM Racing   | Honda        |
| 39 | Danny Webb   | Repsol Honda        | Honda        |
| 17 | Stefan Bradl | Red Bull KTM Junior | KTM          |